# Кулаева, Агунда Елкановна
Агу́нда Елка́новна Кула́ева (осет. Хъуылаты Елхъаны чызг Агуындæ; род. 29 декабря 1977, Орджоникидзе) — российская оперная певица (меццо-сопрано), с 2014 года солистка Большого театра. Заслуженная артистка РФ (2018).

## Биография
Родилась в городе Орджоникидзе (ныне Владикавказ), в осетинской семье заслуженного артиста РСФСР, оперного и эстрадного певца Елкана Кулаева (1935—2002) и оперной певицы Ирины Борисовны Кулаевой.
В 1993—1996 годах училась во Владикавказском училище искусств на отделении дирижирования (класс Т. А. Хосроева).
В 1996—2005 годах училась в Ростовской государственной консерватории им. С. В. Рахманинова на факультете хорового дирижирования (окончила в 2000 году) и на вокальном факультете (окончила в 2005 году).
В 2003—2005 годах училась в Центре оперного пения Галины Вишневской (класс Г. П. Вишневской)
В 2005 году была приглашена в Большой театр исполнить партию Сони в опере С. С. Прокофьева «Война и мир» (дирижёр — А. А. Ведерников).
В том же году, была приглашена в Московский театр «Новая опера» им. Е. В. Колобова, в котором служила до 2014 года.
С 2009 года — приглашенная солистка Новосибирского театра оперы и балета, где исполнила следующие партии: Кончаковна («Князь Игорь» А. Бородина), Кармен («Кармен» Ж. Бизе), Полина («Пиковая дама» П. Чайковского), Любаша («Царская невеста» Н. Римского-Корсакова).
С ноября 2014 года — солистка Большого театра.
15 июля 2015 года на исторической сцене Большого театра состоялась премьера оперы Ж. Бизе «Кармен», в которой Агунда Кулаева исполнила заглавную партию.
В 2016 году исполнила заглавную партию в опере «Кармен» (постановка Франко Дзефирелли) на сцене «Арена ди Верона».
В 2017 году исполнила партию Кончаковны в опере «Князь Игорь» (постановка Дмитрия Чернякова) на сцене Нидерландской оперы.
В 2018 году исполнила партию Ульрики в опере «Бал-маскарад» на сцене Израильской оперы.
В 2019 году исполнила заглавную партию в опере «Кармен» в Токийской опере и партию Прециозиллы в опере «Сила Судьбы» в Немецкой опере в Берлине.
Сотрудничала с такими дирижёрами, как Геннадий Рождественский, Владимир Федосеев, Юрий Симонов, Владимир Минин, Михаил Плетнев, Александр Ведерников, Туган Сохиев и др.

## Семья
- Отец — Елкан Владимирович Кулаев (1935—2002) — оперный и камерный певец (баритон), заслуженный артист РСФСР (1974).
- Мать — Ирина Борисовна Кулаева (урожд. Третьяк) — оперная певица (сопрано)
- Брат — Алан Елканович Кулаев (1964—2021) — оперный певец
- Сестра — Ася Елкановна Кулаева
- Муж — Алексей Татаринцев (род. 1981) — оперный певец (тенор), солист Московского театра «Новая опера» им. Е. В. Колобова.
  - Сын — Даниил
  - Дочери — Виолетта и Амелия

## Партии

### В Большом театре
- Соня («Война и мир» С. С. Прокофьева, 2005)
- Любаша («Царская невеста» Н. А. Римского-Корсакова, 2014)
- Княгиня Эболи («Дон Карлос» Дж. Верди, 2014)
- Снежная Королева (История Кая и Герды С. Баневича, 2014)
- Кончаковна («Князь Игорь» А. Бородина, 2014)
- Полина («Пиковая дама» П. И. Чайковского, 2015)
- Кармен («Кармен» Ж. Бизе, 2015)
- Лаура («Каменный гость» А. С. Даргомыжского, 2016)
- Маргарита («Осуждение Фауста» Г. Берлиоза, 2016)
- Весна-Красна («Снегурочка» Н. А. Римского-Корсакова, 2017)
- Марина Мнишек («Борис Годунов» М. П. Мусоргского, 2019)

### Остальной репертуар
- Марина Мнишек («Борис Годунов» М. П. Мусоргского)
- Азучена («Трубадур» Дж. Верди)
- Графиня, Полина и Гувернантка («Пиковая дама» П. И. Чайковского)
- Любаша, Дуняша («Царская невеста» Н. А. Римского-Корсакова)
- Женя Комелькова («Зори здесь тихие» К. Молчанова)
- Арзаче («Семирамида» Дж. Россини)
- Кармен («Кармен» Ж. Бизе)
- Далилы («Самсон и Далила» К. Сен-Санса)
- Княгиня Эболи («Дон Карлос» Дж. Верди)
- Соня («Война и мир» С. С. Прокофьева)
- Кончаковна («Князь Игорь» А. П. Бородина)
- Лель («Снегурочка» Н. А. Римского-Корсакова)
- Ольга («Евгений Онегин» П. И. Чайковского)
- Ратмир («Руслан и Людмила» М. И. Глинки)
- Дзита («Джанни Скикки» Дж. Пуччини)
- Золушка («Золушка» Дж. Россини)
- Сантуцца, Лола («Сельская честь» П. Масканьи)
- Маддалена («Риголетто» Дж. Верди)
- Фенена («Набукко» Дж. Верди)
- Флора («Травиата» Дж. Верди)
- Марфа («Хованщина» М. П. Мусоргского)
- Амнерис («Аида» Дж. Верди)
- партия меццо-сопрано в Реквиеме Дж. Верди.

## Награды
- Заслуженная артистка РФ (2018)[1].
- Заслуженная артистка Республики Северная Осетия-Алания (2015).
- Лауреат III премии Международного конкурса молодых оперных певцов им. Бориса Христова (София, Болгария, 2009 г.)[3]